# Never Compare
Never Compare is een nummer van de Nederlandse zangeres Savine uit 2020.

## Achtergrondinformatie
Het nummer gaat over een wijze les die Savine leerde toen ze in Londen op een muziekschool zat. Ze leerde daar dat je jezelf niet in negatieve zin met anderen moet vergelijken, maar juist moet leren van de verschillen tussen elkaar. Dat is dan ook de boodschap van het nummer "Om mij heen zag ik iedereen zich met elkaar vergelijken qua uiterlijk, qua baan, qua studie, qua hoe ver iemand is. En ik denk: doe dat nou niet. Want als je helemaal in je unieke zelf, je eigen kracht staat, word je de beste versie van jezelf, denk ik" aldus Savine. "Never Compare" bereikte de 20e positie in de Nederlandse Tipparade.

## Tracklijst
- Muziekdownload

1. "Never Compare" - 4:27